# Eichberge
Die Eichberge sind ein Höhenzug, der zwischen der Brandenburger Gemeinde Woltersdorf und dem Berliner Ortsteil Rahnsdorf liegt.

## Name
Die Eichberge waren bis 1859 als Teil der Woltersdorfer Heide vornehmlich mit Eichen bewachsen.

## Geographie

### Lage
Die Eichberge erstrecken sich auf einem Gebiet von rund 60 Hektar. Sie bilden einen Teil des Südrandes der Barnimhochebene. Sie liegen im Südwesten des Woltersdorfer Ortszentrums im äußersten Osten von Berlin. In ihrem Südwesten setzt sich der Höhenzug mit den Grenzbergen und den Püttbergen bis nach Rahnsdorf fort.

### Gestalt
Ihre relative Höhe beträgt heute bis zu 45 Meter, natürlicherweise betrug sie 35 Meter. Sie bestehen aus drei Haupthöhenzügen, die ein Dreieck bilden. Die höchste natürliche Erhebung war bis 1902 der Eichberg im Osten mit 71 Metern. Die Eichberge sind in der vorletzten Eiszeit als Endmoräne entstanden.

## Geschichte
Die Eichberge gehörten als Teil der Woltersdorfer Heide zum Rittergut Woltersdorf. Als Berlin zu Ostern 1487 dieses erwarb, hoffte die Stadt in den Eichbergen ebenfalls Kalkstein-Lagerstätten wie in Rüdersdorf zu finden. Diese Hoffnung erfüllte sich jedoch nicht. Nach dem Verkauf des Rittergutes durch Berlin 1859 wurden die Eichberge vom neuen Eigentümer vollständig abgeholzt und bald darauf an den Staat verkauft. Am 9. September 1873 wurden sie mit dem staatlichen Forst Köpenick vereinigt. 1902 pachteten die Woltersdorfer Unternehmer Piper & Starcke ein Areal der Eichberge, um hier Kies und Sand abzubauen. Am Nordhang des Eichbergs entstand zur selben Zeit die Baumschule von Julius Kaschub und die Gartenstadt Schönblick. 1912 wurde die Baumschule aufgegeben und das Gelände am Eichberg zwischen Dorf und Schönblick parzelliert. Die Eichberge stehen seit 1915 zum Großteil unter dem Schutz des Dauerwaldvertrages.

### Deponie Eichberg
In den 1980er Jahren war der Kiesabbau in den Eichbergen erschöpft. Die westlichen Eichberge waren nahezu völlig abgetragen. Ab 1986 wurde das Abbaugebiet als Deponie für Bauschutt und Recycling genutzt. Die Deponie wuchs in den nächsten Jahren durch das Abtragen der Laubenkolonien in Marzahn und Hellersdorf, wo Großwohnsiedlungen entstanden und durch zahlreiche Abrissprojekte im wiedervereinigten Berlin aus bis zu 100 Meter Höhe an.